# Wilhelm Wichmann
Wilhelm Joseph Wichmann (* 20. Juli 1820 in Fürstenberg; † 16. Februar 1888 in Bonn) war ein deutscher Jurist und Politiker.

## Leben
Wichmann studierte von 1839 bis 1842 Rechts- und Kameralwissenschaften an den Universitäten Bonn, München und Berlin. Danach arbeitete er als Gerichtsauskultator und Gerichtsreferendar in Paderborn, seit 1847 als Kammergerichtsassessor in Berlin. Von 1847 bis 1850 war er Regierungsassessor bei der Generalkommission in Stendal. Zwischen Dezember 1848 und Mai 1849 war er Mitarbeiter bei der „Parlamentskorrespondenz der Zentren“ in Frankfurt am Main. Von 1850 bis 1853 war er als Spezialkommissar bei der Generalkommission zur Regulierung der gutsherrlichen und bäuerlichen Verhältnisse in der Provinz Sachsen in Merseburg tätig, von 1853 bis 1858 als Regierungsassessor bei der Reallastenablösungskommission in Wetzlar, seit 1855 in Koblenz. Von 1859 bis 1880 war er Regierungsrat und Mitglied der Generalkommission in Münster. Seinen Ruhestand verlebte er in Pfaffendorf und seit 1886 in Bonn.
Vom 18. Mai 1848 bis 30. Mai 1849 war Wichmann für den Wahlkreis Provinz Sachsen in Stendal Mitglied der Frankfurter Nationalversammlung in der Fraktion Casino, später Landsberg. Er war im Juni 1849 Mitglied des Gothaer Nachparlaments.

## Schriften
- Denkwürdigkeiten aus der Paulskirche. Helwing, Hannover 1888 (online bei Google Books).
- Denkwürdigkeiten aus dem ersten deutschen Parlament. Helwing, Hannover 1890 (online bei Google Books).